# François IV du Plessis de Richelieu
François IV du Plessis, seigneur de Richelieu, du Chillou, de La Vervolière et de Beçay (1548, Richelieu - 10 juin 1590, Gonesse) est un capitaine français et un grand officier de la couronne du roi Henri III.
Il est le père du cardinal de Richelieu.

## Biographie
Issu d'une ancienne famille du Poitou qui a tiré son nom et son origine de la terre du Plessis, il est le fils cadet d'un officier, Louis du Plessis de Richelieu, et de Françoise de Rochechouart-Faudoas. Le fils aîné, Louis, à la suite d'une querelle de voisinage, est tué par le seigneur de Mausson  qui est ensuite tué à son tour par François,. François fut élevé parmi les pages de François II et de Charles IX et se distingua à la bataille de Montcontour. 
Selon Gabriel Hanotaux, il suivit et devint l'homme de confiance du duc d'Anjou (futur Henri III), comme plénipotentiaire en Pologne, pour recevoir la Foi des seigneurs polonais. Hildesheimer, la biographe du cardinal de Richelieu, affirme que rien ne permet d'établir la présence de François en Pologne (en ligne : Françoise Hildesheimer : François IV de Richelieu en Pologne ?).
En 1578, il devient Grand prévôt de France et, en 1585, fut élevé à la distinction de chevalier des ordres du roi.
Il joua un rôle primordial lors des États de Blois, et, bien qu'il fût un catholique zélé, resta fidèle au roi Henri III contre la Ligue et se rallia au parti d'Henri IV. Plus tard, il assista aux combats d'Arques et d'Ivry. En récompenses de ses services, Henri IV lui donna une gratification de 20 000 écus et le nomma capitaine de la troisième compagnie de ses gardes du corps.
Il avait été conseiller du Roi en ses conseils d’État et Privé et lieutenant de la compagnie d'ordonnance du Prince de Dombes. Richelieu avait également négocié un traité avec le prince Casimir et ses reîtres.
Il meurt le 10 juin 1590 à 42 ans d'une fièvre pernicieuse.
Sa sœur Louise du Plessis de Richelieu, dame héritière de Beçay (Bessay, Bessé : à Saint-Léger-de-Montbrillais), épousa en 1565 François du Cambout-Coislin.

## Mariage

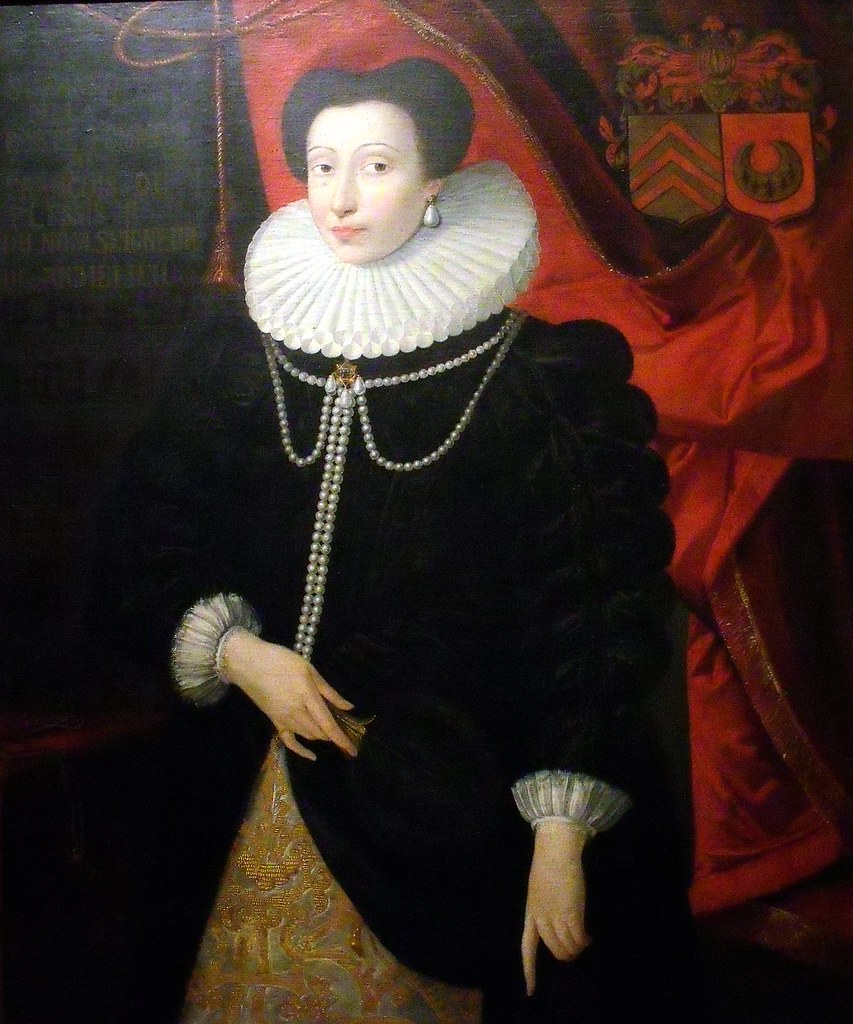
Suzanne de La Porte, dame de Richelieu.

Il épousa Suzanne de La Porte, fille de François de La Porte, célèbre avocat au Parlement de Paris, et de Claude Bochart, ainsi que demi-sœur d'Amador de la Porte et de Charles Ier de La Porte (père du maréchal-duc de La Meilleraye, alias Charles II de La Porte). Ils sont les parents de :
- Henri du Plessis de Richelieu, marquis de Richelieu ;
- Françoise (1586?-1615), peut-être sœur aînée d'Henri et/ou d'Alphonse, sûrement d'Armand-Jean (l'avant-dernier de la fratrie et le plus jeune des mâles) ; elle épouse 1° 1597 Jean de Beauvau du Rivau, puis 2° 1603 René de Vignerot (1590-1625) ; elle est la mère de François de Vignerot de Pont-Courlay (dont les descendants hériteront le titre de duc de Richelieu), et de Marie-Madeleine de Vignerot, duchesse d'Aiguillon[6] ;
- Alphonse-Louis du Plessis de Richelieu, peut-être plus âgé que sa/ses sœurs ci-avant/ci-après ; moine puis archevêque d'Aix et cardinal de Lyon ;
- Isabelle, peut-être puînée d'Alphonse-Louis, mais aînée d'Armand Jean ; épouse par amour d'un Pidoux, noble d'un rang inférieur, en Franche-Comté alors espagnole, et pour cela bannie du royaume de France, et de sa propre famille par ses frères ;
- Armand-Jean du Plessis de Richelieu (1585-1642), jeune évêque de Luçon, puis cardinal-duc de Richelieu et principal ministre de Louis XIII ;
- Nicole (1587-1635), épouse du maréchal-marquis Urbain de Maillé-Brézé (elle mourut démente[7] ; cf. son petit-fils maternel Henri-Jules de Condé) : leur fille Claire-Clémence épousera le Grand Condé, et ils comptent Louis-Philippe parmi leurs descendants.